# Lutz-en-Dunois
Lutz-en-Dunois is een plaats en voormalige gemeente in het Franse departement Eure-et-Loir in de regio Centre-Val de Loire en telt 392 inwoners (1999). De plaats maakt deel uit van het arrondissement Châteaudun.

## Geschiedenis
Lutz-en-Dunois is op 1 januari 2017 gefuseerd met de gemeenten Civry, Ozoir-le-Breuil en Saint-Cloud-en-Dunois tot de gemeente Villemaury. 

## Geografie
De oppervlakte van Lutz-en-Dunois bedraagt 28,1 km², de bevolkingsdichtheid is 14,0 inwoners per km².
De onderstaande kaart toont de ligging van Lutz-en-Dunois met de belangrijkste infrastructuur en aangrenzende gemeenten.

## Demografie
Onderstaande figuur toont het verloop van het inwonertal (bron: INSEE-tellingen).